# البرحين (المضاربة والعارة)

تعديل مصدري - تعديل

البرحين هي إحدى قرى عزلة المضاربة بمديرية المضاربة والعارة التابعة لمحافظة لحج، بلغ تعداد سكانها 47 نسمة حسب تعداد اليمن لعام 2004.